# Curry
Curry ili kari zapadnjački je naziv za južnoazijska jela s gustim umakom zasnovanim na luku, đumbiru i češnjaku, koja se najčešće poslužuju s rižom. Curry je bogato začinjen kratko zaprženim sjemenkama kima, korijandra, goruščice i piskavice, kurkumom, čilijem i drugim lokalnim začinima, a u Južnoj Indiji može biti uključeno lišće curry-drveta, Murraya koenigii.
U tradicionalnim kuhinjama izbor začina za svako jelo iz skupine stvar je regionalne kulturne tradicije i osobnog ukusa. Takva jela imaju nazive koji se odnose na njihove sastojke, začine i metode kuhanja, ali se nikad ne nazivaju kari. Curry se može kuhati samo s povrćem ili može sadržavati proteine poput piletine, janjetine ili tofua. Neki se kariji kuhaju s malom količinom tekućine, dok su drugi tekući od značajnih količina umaka temeljenog na mesnom ili povrtnom temeljcu, kokosovu mlijeku, mliječnom vrhnju ili jogurtu, pireu od mahunarki, pirjanom luku.
Curry u prahu, komercijalno pripremljena mješavina začina koja se prodaje na Zapadu, prvi je put izvezena u Britaniju u 18. stoljeću kada su indijski trgovci prodali mješavinu začina, sličnu garam masali, britanskim kolonijalnim vladarima i vojsci koji su se vraćali u Britaniju.

## Etimologija
Curry je anglizirani oblik tamilske riječi kaṟi, što znači umak ili dodatak za rižu koji koristi lišće stabla Murraya koenigii. Riječ kari također se koristi u drugim dravidskim jezicima: u malajalamu, kannadi i kodavi ima značenje "povrće ili meso bilo koje vrste, sirovo ili kuhano". Kaṟi su u portugalskoj kuharici iz sredine 17. stoljeća opisali članovi britanske Istočnoindijske kompanije koji su trgovali s tamilskim trgovcima duž koromandske obale u jugoistočnoj Indiji, postajući poznat kao "mješavina začina... zvana kari podi ili curry-prah".
Prvo pojavljivanje u angliziranom obliku (napisano currey) bilo je u knjizi Hannah Glasse iz 1747. godine The Art of Cookery Made Plain and Easy.

## Povijest
Arheološki dokazi iz Mohenjo-daroa koji datiraju 2600 godina pr. n. e. upućuju na upotrebu mužara s tučkom za usitnjavanje začina –  gorušice, komorača, kima i mahuna tamarinda – kojima su aromatizirali hranu. Crni papar porijeklom je s indijskog potkontinenta i jugoistočne Azije, a poznat je u indijskoj kuhinji otprije barem 2000 godina pr. n. e.
Tri osnovna sastojka ljutog variva bili su đumbir, češnjak i kurkuma. Koristeći analizu zrna škroba arheolozi sa Sveučilišta Washington u Vancouveru uspjeli su identificirati ostatke drevnih začina kurkuma i đumbira i u zubima i u krhotinama keramike iskopanim u Indiji.
Osnivanje mogulskog carstva početkom 15. stoljeća također je utjecalo na neke karije, posebno na sjeveru. Još jedan utjecaj bilo je osnivanje portugalskog trgovačkog centra u Goi 1510. godine, što je rezultiralo uvođenjem čili papričica, rajčica i krumpira iz Amerika u Indiju.
Britanci su sva jela na temelju umaka objedinili u generički naziv curry. U englesku kuhinju uveden je iz anglo-indijske kuhinje u 17. stoljeću kad su se ljuti umaci dodavali običnom kuhanom mesu. Curry se prvi put služio u britanskim gostionicama od 1809. godine. S vremenom postaje sve popularniji, s velikim skokom u 1940-im i 1970-im godinama. Tijekom 19. stoljeća indijski radnici u britanskoj industriji šećera prenijeli su curry na Karibe.
Od sredine 20. stoljeća kariji mnogih nacionalnih stilova postali su popularni daleko od svojih korijena i sve više postaju dio internacionalne fusion-kuhinje. 

## Curry po dijelovima svijeta

### Južna Azija
Indija je domovina karija. Mnoga su indijska jela zasnovana na kari-umaku u koji se dodaju različite vrsta povrća, leća ili mesa. Sadržaj karija i stil pripreme razlikuju se od regije do regije. Većina karija na bazi je vode, uz povremenu upotrebu mliječnih proizvoda i kokosova mlijeka. Kariji su obično gusti i ljuto začinjeni, a jedu se s rižom kuhanom na pari ili raznim indijskim kruhovima. Popularni rogan josh iz kašmirske kuhinje, rijetki je kari od janjetine s umakom crvenim od kašmirskog čilija i ekstraktom cvjetova biljke celosia (mawal). Goshtaba, velike janjeće okruglice kuhane u umaku od jogurta, još je jedno jelo iz skupine karija koje se povremeno nalazi u zapadnjačkim restoranima.
Kari u bengalskoj kuhinji uključuje plodove mora i svježu ribu. Sjemenke gorušice i gorušičino ulje dodaju se u mnoge recepte, također i mak. Iseljenici iz okruga Silhet u Bangladešu osnovali su curry-restorane u Britaniji, dok u Silhetu postoje restorani specijalizirani za indijsku hranu u britanskom stilu.

### Istočna Azija
Kari se proširio i na druge regije Azije. Iako nije sastavni dio kineske kuhinje, curry-prah dodaje se nekim jelima na jugu Kine. Curry u prahu koji se prodaje u kineskim trgovinama ima dodatak zvjezdastog anisa i cimeta. Bivša portugalska kolonija Macau ima vlastitu kulinarsku tradiciju karija. Portugalski umak začinjen je curryjem i zgusnut kokosovim mlijekom.
Japanski curry obično se jede kao karē raisu — curry, riža, a često i ukiseljeno povrće, posluženi na istom tanjuru. Manje je ljut od indijskog curryja i curryja iz jugoistočne Azije, jer je više gulaš nego curry. Britanci su donijeli curry iz indijske kolonije u Britaniju i predstavili ga Japanu tijekom razdoblja Meiji (1868. – 1912.), nakon što je Japan okončao svoju politiku nacionalne samoizolacije (sakoku). Curry se u Japanu smatra zapadnjačkim jelom. Njegovo širenje po cijeloj zemlji pripisuje se upotrebi u japanskoj vojsci i mornarici. Mornarica tradicionalno servira curry svakog petka za ručak, a mnogi brodovi imaju svoje recepte. Standardni japanski curry sadrži luk, mrkvu, krumpir, a ponekad i celer, te meso. Ponekad se dodaju naribane jabuke ili med za dodatnu slatkoću, a ponekad se umjesto njih koristi drugo povrće.
Curry je postao popularan u korejskoj kuhinji kada je prehrambena industrija Ottogi uvela curry-prah 1969. godine. Korejski curry, koji se obično poslužuje s rižom, karakterizira zlatnožuta boja kurkume.  Curry se može dodati korejskim jelima kao što je bokkeum-bap (pržena riža) ili sundubu-jjigae (gulaš od svilenog tofua), pržena piletina, povrtni stir-fry i salate.

### Jugoistočna Azija
Malezijska je kuhinja u početku vjerojatno uključivala curry preko indijske populacije, no on je postao glavna namirnica malajskog i kineskog stanovništva. Malezijski curry obično koristi curry-prah bogat kurkumom, kokosovo mlijeko, ljutiku, đumbir, belacan (pastu od račića), čili papričicu i češnjak. Često se koristi i tamarind. Rendang je manje tekuć i sadrži uglavnom meso i više kokosovog mlijeka nego uobičajeni malezijski curry; spomenuo ga je u malajskoj literaturi 1550-ih Hikayat Amir Hamzah.
U burmanskoj kuhinji curry se naziva hin. Burmanski curryji općenito se sastoji od proteinske namirnice koja se kuha u osnovici curryja od aromatičnih tvari, uključujući ljutiku, luk, đumbir i češnjak, uz sušene začine poput kurkume, paprike i. Sušeni začini karakteristični su za ovu azijsku regiju, a kokosovo mlijeko rijetko se koristi.
Na Filipinima postoje dvije tradicije pripremanja curryja koje odgovaraju kulturnoj podjeli između hispaniziranog sjevera i indijaniziranog ili islamiziranoga juga. U sjevernim područjima najčešća je varijanta domaćeg jela ginataang manok (piletina kuhana u kokosovu mlijeku) s dodatkom curry-praha, poznata kao filipinski pileći curry. Druga sjevernofilipinska jela koja se mogu smatrati curryjem obično su ginataan (=kuhan s kokosovim mlijekom) varijante drugih autohtonih jela od mesa ili morskih plodova kao što su adobo, kaldereta i mechado, u koja se dodaje curry u prahu ili drugi neautohtoni, indijski začini.
U tajlandskoj kuhinji curry se naziva kaeng, a obično se sastoji od mesa, ribe ili povrća u umaku od paste od čilija, luka ili ljutike, češnjaka i paste od račića. Dodatni začini određuju vrstu curryja. Koriste se lokalni sastojci kao što su tajlandske čili papričice, listovi kaffir-limete, limunska trava, galangal. U centralnoj i južnoj tajlandskoj kuhinji često je kokosovo mlijeko, dok ga na sjeveru i sjeveroistoku uglavnom ne stavljaju u curry. Zbog upotrebe šećera i kokosova mlijeka tajlandski curryji obično su slađi od indijskih curryja. Na zapadu se neki od tajlandskih curryja opisuju bojom: za crveni curry koristi se crveni čili, u zelenom curryju nalazi se zeleni čili, a žuti curry – kaeng kari (doslovno: curry juha) sličniji je indijskom curryju, s upotrebom kurkume, kumina i drugih suhih začina. Nekoliko prženih tajlandskih jela također je začinjeno indijskim curry-prahom.

### Afrika
Konzumacija curryja proširila se u Južnu Afriku s migracijom ljudi s indijskog potkontinenta u kolonijalnom dobu. Čini se da je južnoafrički curry nastao u KwaZulu-Natalu i Western Capeu, dok su se diljem zemlje krajem 20. i početkom 21. stoljeća razvili ekasi curry, obojeni curry i afrikaner curry. Durban ima najveću populaciju Indijaca izvan Indije na svijetu. Bunny chow ili set, južnoafrički standard, sastoji se od curryja od janjetine, piletine ili graha ulivenog u izdubljeni kruh koji se jede prstima, umakanjem komadića kruha.

### Europa
Curry je vrlo popularan u Ujedinjenom Kraljevstvu, s gostionicama za curry (curry house) u gotovo svakom gradu. Često ga se naziva »usvojenim nacionalnim jelom«. Procjenjuje se da je 2016. bilo 12 000 curry-housea koji su zapošljavali 100 000 ljudi, s godišnjom prodajom od približno 4,2 milijarde funta. Hrana koja se u njima poslužuje indijska je hrana kuhana prema britanskom ukusu, ali sa sve većom potražnjom za autentičnim indijskim stilovima. Restorani za curry činili su 2015. godine petinu poslovanja restorana u Ujedinjenom Kraljevstvu.

## Galerija
- Curry od piletine s maslacem poslužen u indijskom restoranu
- Balti janjeći curry
- Curry od mlaćenice iz Kerale
- Pileći curry iz Pakistana
- Pileća tikka masala
- Indijski riblji curry
- Jela iz Karnatake
- Korejski curry s rižom
- Curry s mangom iz Kerale
- Svinjski vindaloo u goanskom restoranu
- Rogan josh
- Tajlandski ljuti crveni curry s pečenom patkom
- Žuti curry
- Vegetarijanski curry od riže, luka i krumpira s bijelom lobodom